# Circuit de la Sarthe 2016
Il Circuit de la Sarthe - Pays de la Loire 2016, sessantaquattresima edizione della corsa e valida come prova del circuito UCI Europe Tour 2016 categoria 2.1, si svolse in tre tappe più due semitappe dal 5 all'8 aprile 2016, per un percorso totale di 641 km. La gara fu vinta dal francese Marc Fournier con il tempo di 16h08'40", alla velocità media di 39,704 km/h, al secondo posto si classificò il francese Jérôme Coppel e a chiudere il podio lo spagnolo Juan José Lobato.
Partenza a Château-du-Loir 95 ciclisti, dei quali 80 tagliarono il traguardo di Arnage.

## Tappe
| Tappa  | Data     | Percorso                                 | km    | Vincitore di tappa | Leader cl. generale |
| ------ | -------- | ---------------------------------------- | ----- | ------------------ | ------------------- |
| 1ª     | 5 aprile | Château-du-Loir > Château-du-Loir        | 182,8 | Marc Fournier      | Marc Fournier       |
| 2ª-1ª  | 6 aprile | Saint-Mars-la-Jaille > Angers            | 85,1  | Bryan Coquard      | Marc Fournier       |
| 2ª-2ª  | 6 aprile | Angers > Angers (cronometro individuale) | 6,8   | Anton Vorob'ëv     | Marc Fournier       |
| 3ª     | 7 aprile | Angers > Pré-en-Pail                     | 190,3 | Anton Vorob'ëv     | Marc Fournier       |
| 4ª     | 8 aprile | Abbaye de l'Épau > Arnage                | 176   | Juan José Lobato   | Marc Fournier       |
| Totale | Totale   | Totale                                   | 641   |                    |                     |

## Squadre partecipanti
| N.    | Cod. | Squadra                |
| ----- | ---- | ---------------------- |
| 1-6   | MOV  | Movistar Team          |
| 11-16 | KAT  | Katusha Team           |
| 21-26 | IAM  | IAM Cycling            |
| 31-36 | FDJ  | FDJ                    |
| 41-46 | ALM  | AG2R La Mondiale       |
| 51-56 | IAM  | Cofidis                |
| 61-66 | DEN  | Direct Énergie         |
| 71-76 | FVC  | Fortuneo-Vital Concept |

| N.      | Cod. | Squadra                      |
| ------- | ---- | ---------------------------- |
| 81-86   | DMP  | Delko-Marseille Provence-KTM |
| 91-96   | AND  | Androni Giocattoli-Sidermec  |
| 101-106 | WGG  | Wanty-Groupe Gobert          |
| 111-116 | TSV  | Topsport Vlaanderen-Baloise  |
| 121-126 | DPC  | Drapac Professional Cycling  |
| 131-136 | ROT  | Team Roth                    |
| 141-146 | ROP  | Roompot Oranje Peloton       |
| 151-156 | SSG  | Stölting Service Group       |

## Dettagli delle tappe

### 1ª tappa
- 5 aprile: Château-du-Loir > Château-du-Loir – 182,8 km

Risultati
| Pos. | Corridore          | Squadra     | Tempo    |
| ---- | ------------------ | ----------- | -------- |
| 1    | Marc Fournier      | FDJ         | 4h41'13" |
| 2    | Bryan Coquard      | Direct Én.  | a 2'15"  |
| 3    | Sondre Holst Enger | IAM Cycling | s.t.     |

| Pos. | Corridore          | Squadra     | Tempo    |
| ---- | ------------------ | ----------- | -------- |
| 1    | Marc Fournier      | FDJ         | 4h40'56" |
| 2    | Bryan Coquard      | Direct Én.  | a 2'26"  |
| 3    | Sondre Holst Enger | IAM Cycling | a 2'28"  |

### 2ª tappa-1ª semitappa
- 6 aprile: Saint-Mars-la-Jaille > Angers – 85,1 km

Risultati
| Pos. | Corridore       | Squadra     | Tempo    |
| ---- | --------------- | ----------- | -------- |
| 1    | Bryan Coquard   | Direct Én.  | 2h02'35" |
| 2    | Matteo Pelucchi | IAM Cycling | s.t.     |
| 3    | Raymond Kreder  | Roompot     | s.t.     |

| Pos. | Corridore          | Squadra     | Tempo    |
| ---- | ------------------ | ----------- | -------- |
| 1    | Marc Fournier      | FDJ         | 6h43'31" |
| 2    | Bryan Coquard      | Direct Én.  | a 2'20"  |
| 3    | Sondre Holst Enger | IAM Cycling | a 2'28"  |

### 2ª tappa-2ª semitappa
- 6 aprile: Angers > Angers – Cronometro individuale – 6,8 km

Risultati
| Pos. | Corridore        | Squadra     | Tempo |
| ---- | ---------------- | ----------- | ----- |
| 1    | Anton Vorob'ëv   | Katusha     | 8'11" |
| 2    | Jérôme Coppel    | IAM Cycling | a 1"  |
| 3    | Matthias Brändle | IAM Cycling | s.t.  |

| Pos. | Corridore      | Squadra     | Tempo    |
| ---- | -------------- | ----------- | -------- |
| 1    | Marc Fournier  | FDJ         | 6h51'51" |
| 2    | Jérôme Coppel  | IAM Cycling | a 2'24"  |
| 3    | Laurent Pichon | FDJ         | a 2'29"  |

### 3ª tappa
- 7 aprile: Angers > Pré-en-Pail – 190,3 km

Risultati
| Pos. | Corridore       | Squadra    | Tempo    |
| ---- | --------------- | ---------- | -------- |
| 1    | Anton Vorob'ëv  | Katusha    | 5h13'53" |
| 2    | Patrick Gretsch | AG2R La M. | a 51"    |
| 3    | Romain Hardy    | Cofidis    | a 1'15"  |

| Pos. | Corridore       | Squadra     | Tempo     |
| ---- | --------------- | ----------- | --------- |
| 1    | Marc Fournier   | FDJ         | 12h07'26" |
| 2    | Jérôme Coppel   | IAM Cycling | a 1'57"   |
| 3    | Thomas Voeckler | Direct Én.  | a 2'11"   |

### 4ª tappa
- 8 aprile: Abbaye de l'Épau > Arnage – 176 km

Risultati
| Pos. | Corridore        | Squadra     | Tempo    |
| ---- | ---------------- | ----------- | -------- |
| 1    | Juan José Lobato | Movistar    | 4h01'07" |
| 2    | Marco Benfatto   | Androni     | s.t.     |
| 3    | Matteo Pelucchi  | IAM Cycling | s.t.     |

| Pos. | Corridore        | Squadra     | Tempo     |
| ---- | ---------------- | ----------- | --------- |
| 1    | Marc Fournier    | FDJ         | 16h08'40" |
| 2    | Jérôme Coppel    | IAM Cycling | a 1'50"   |
| 3    | Juan José Lobato | Movistar    | a 2'04"   |

## Evoluzione delle classifiche
| Tappa              | Vincitore          | Classifica generale Maglia gialla | Classifica a punti Maglia verde | Classifica scalatori Maglia rosa | Classifica giovani Maglia blu | Classifica a squadre |
| ------------------ | ------------------ | --------------------------------- | ------------------------------- | -------------------------------- | ----------------------------- | -------------------- |
| 1ª                 | Marc Fournier      | Marc Fournier                     | Marc Fournier                   | Marc Fournier                    | Marc Fournier                 | FDJ                  |
| 2ª-1ª              | Bryan Coquard      | Marc Fournier                     | Bryan Coquard                   | Marc Fournier                    | Marc Fournier                 | FDJ                  |
| 2ª-2ª              | Anton Vorob'ëv     | Marc Fournier                     | Bryan Coquard                   | Marc Fournier                    | Marc Fournier                 | FDJ                  |
| 3ª                 | Anton Vorob'ëv     | Marc Fournier                     | Anton Vorob'ëv                  | Marc Fournier                    | Marc Fournier                 | Cofidis              |
| 4ª                 | Juan José Lobato   | Marc Fournier                     | Anton Vorob'ëv                  | Anton Vorob'ëv                   | Marc Fournier                 | Cofidis              |
| Classifiche finali | Classifiche finali | Marc Fournier                     | Anton Vorob'ëv                  | Anton Vorob'ëv                   | Marc Fournier                 | Cofidis              |

## Classifiche finali

### Classifica generale - Maglia gialla
| Pos. | Corridore         | Squadra      | Tempo     |
| ---- | ----------------- | ------------ | --------- |
| 1    | Marc Fournier     | FDJ          | 16h08'40" |
| 2    | Jérôme Coppel     | IAM Cycling  | a 1'50"   |
| 3    | Juan José Lobato  | Movistar     | a 2'04"   |
| 4    | Thomas Voeckler   | Direct Én.   | s.t.      |
| 5    | Gaëtan Bille      | Wanty        | a 2'05"   |
| 6    | Javier Moreno     | Movistar     | a 2'06"   |
| 7    | Mathias Frank     | IAM Cycling  | a 2'08"   |
| 8    | Tiago Machado     | Katusha      | a 2'11"   |
| 9    | Eliot Lietaer     | Topsport Vl. | a 2'16"   |
| 10   | Stéphane Rossetto | Cofidis      | a 2'20"   |

### Classifica a punti - Maglia verde
| Pos. | Corridore        | Squadra     | Punti |
| ---- | ---------------- | ----------- | ----- |
| 1    | Anton Vorob'ëv   | Katusha     | 63    |
| 2    | Bryan Coquard    | Direct Én.  | 57    |
| 3    | Juan José Lobato | Movistar    | 51    |
| 4    | Marc Fournier    | FDJ         | 42    |
| 5    | Matteo Pelucchi  | IAM Cycling | 36    |

### Classifica scalatori - Maglia rosa
| Pos. | Corridore          | Squadra    | Punti |
| ---- | ------------------ | ---------- | ----- |
| 1    | Anton Vorob'ëv     | Katusha    | 38    |
| 2    | Marc Fournier      | FDJ        | 26    |
| 3    | Benoît Jarrier     | Fortuneo   | 20    |
| 4    | Grischa Janorschke | Team Roth  | 20    |
| 5    | Patrick Gretsch    | AG2R La M. | 16    |

### Classifica giovani - Maglia blu
| Pos. | Corridore          | Squadra      | Tempo     |
| ---- | ------------------ | ------------ | --------- |
| 1    | Marc Fournier      | FDJ          | 16h08'40" |
| 2    | Clément Venturini  | Cofidis      | a 3'40"   |
| 3    | Sondre Holst Enger | IAM Cycling  | a 5'26"   |
| 4    | Matvej Mamykin     | Katusha      | a 9'14"   |
| 5    | Otto Vergaerde     | Topsport Vl. | a 10'15"  |

### Classifica a squadre
| Pos. | Squadra                | Tempo     |
| ---- | ---------------------- | --------- |
| 1    | Cofidis                | 36h29'20" |
| 2    | Direct Énergie         | a 15"     |
| 3    | Movistar Team          | a 16"     |
| 4    | Fortuneo-Vital Concept | a 1'05"   |
| 5    | AG2R La Mondiale       | a 1'28"   |